# Inclusión (pedagogía)
Inclusión es un concepto teórico que, en su aplicación en educación, hace referencia al modo en que la escuela debe dar respuesta a la diversidad. Es un concepto que surge en los años 1980 y pretende sustituir al de integración hasta ese momento el dominante en la práctica. Su supuesto básico es que hay que modificar el sistema escolar para que responda a las necesidades de todos los alumnos, en vez de que sean los alumnos quienes deban adaptarse al sistema, integrándose a él. La opción consciente y deliberada por la heterogeneidad en la escuela que asigna valor a la diversidad en lugar de considerarla un problema constituye uno de los pilares centrales del enfoque inclusivo.
A lo largo del tiempo, este concepto se ha diversificado, es decir, ha cambiado la manera de entenderse. De acuerdo con Gerardo Echeita, existen cuatro maneras de entender la inclusión en el ámbito de la educación:
1. Como educación para todos, se refiere a que todas las personas, sin importar sus condiciones físicas, sociales, económicas, étnicas, religiosas, etc., pueden acceder a la educación.
2. Como participación, ayuda a que las personas con discapacidad puedan participar y aprender en las actividades que se lleva a cabo en el aula.
3. Como valor, se entiende a que, la escuela debe formar a los estudiantes a través de valores para que puedan, respetar a sus compañeros y por lo tanto, ser empáticos y solidarios con quiénes son diferentes a ellos.
4. Finalmente, como garantía social, no se limita a que las personas con discapacidad puedan acceder a la educación, participar y que puedan aprender, sino que, con los conocimientos, habilidades, aptitudes y competencias que adquieran en la escuela, puedan integrarse a la sociedad con un empleo digno para satisfacer sus necesidades económicas y personales. En otras palabras, que a través de la inclusión puedan tener una mejor calidad de vida egresando de algún nivel educativo.Que incluyen a las personas para no hacerlas sentir mal.

## La esencialidad de la inclusión en la academia
La educación inclusiva se presenta como un derecho de todas las personas, y no solo de aquellos calificados como con necesidades educativas derivadas de una discapacidad. Pretende pensar las diferencias en términos de normalidad (lo normal es que los seres humanos sean diferentes) y de equidad en el acceso a una educación su de calidad para todos. La educación inclusiva no solo postula el derecho a ser diferente como algo legítimo, sino que valora explícitamente la existencia de esa diversidad. Se asume así que cada persona difiere de otra en una gran variedad de formas y que por eso las diferencias individuales deben ser vistas como una de las múltiples características de las personas. Por lo tanto, inclusión total significaría la apuesta por una escuela que acoge la diversidad general, sin exclusión alguna, ni por motivos relativos a la discriminación entre distintos tipos de necesidades, ni por motivos relativos a las posibilidades que ofrece la escuela.
La inclusión comienza aceptando las diferencias, celebrando la diversidad y promoviendo el trato equitativo de cada alumno. 
El proceso de inclusión pretende minimizar las barreras para que todos participen sin importar sus características físicas, mentales, sociales, contextos culturales, etc.                            
Desde esta postura resultan criticables, por su carácter excluyente, los modelos de integración basados en el uso de espacios y tiempos separados para el trabajo con determinados alumnos con problemas. A cambio de ello se favorecen las prácticas educativas y didácticas que no solo acojan la diversidad sino que saquen provecho de ella. 
Es importante eliminar los sistemas educativos segregativos y propiciar la búsqueda de estrategias, metodologías y espacios incluyentes buscando que el derecho de Educación para todos sea una realidad. Para que la escuela se vuelva inclusiva se tienen que identificar las barreras de participación para que los alumnos adquieran el aprendizaje. 
Si la heterogeneidad constituye un valor, la homogeneización en la escuela, que a su vez ocurre como resultado de las prácticas selectivas en los sistemas educacionales, es vista desde esta perspectiva como un empobrecimiento del mundo de experiencias posibles que se ofrece a los niños, perjudicando tanto a los escolares mejor "dotados" como a los "menos dotados". Existen diversas propuestas internacionales que muestran estrategias para la inclusión total del alumnado aunque se debe tomar en cuenta que muchas veces debido a las características de los estudiantes la inclusión total no se logra. Sin embargo hay maneras de incluir y ser incluidos en la dinámica regular de las escuelas como la creación de módulos de aprendizaje, actividades, talleres, espacios extra - escolares que propiciarán la inclusión y el aprendizaje colaborativo. 
Los principios de la escuela inclusiva están ideológicamente vinculados con las metas de la educación intercultural.

## Implementación
La educación inclusiva supone un modelo de escuela en el que los profesores, los alumnos y los padres participan y desarrollan un sentido de comunidad entre todos los participantes, tengan o no discapacidades o pertenezcan a una cultura, raza o religión diferente. Se pretende una reconstrucción funcional y organizativa de la escuela integradora, adaptando la instrucción para proporcionar apoyo a todos los estudiantes. En este modelo, los profesores ordinarios y los profesores especialistas o de apoyo trabajan de manera conjunta y coordinada dentro del contexto natural del aula ordinaria, favoreciendo el sentido de pertenencia a la comunidad y la necesidad de aceptación, sean cuales fuesen las características de los alumnos. 
La escuela inclusiva forma parte de un proceso de inclusión más amplio; supone la aceptación de todos los alumnos, valorando sus diferencias; exige la transmisión de nuevos valores en la escuela; implica incrementar la participación activa (social y académica) de los alumnos y disminuir los procesos de exclusión; supone crear un contexto de aprendizaje inclusivo desarrollado desde el marco de un currículo común; exige una profunda reestructuración escolar que debe ser abordada desde una perspectiva institucional; es un proceso inacabado, en constante desarrollo, no un estado.
Además de que los alumnos quienes deben adaptarse al sistema integrándose a él.

## Delimitación conceptual entre integración e inclusión
Algunas diferencias esenciales entre integración e inclusión son las siguientes:
- La integración se basa en la normalización de la vida del alumnado con necesidades educativas especiales. La inclusión plantea el reconocimiento y valoración de la diversidad como una realidad y como un derecho humano, esto hace que sus objetivos sean prioritarios siempre. Desde la perspectiva de la inclusión la heterogeneidad es entendida como lo normal, de modo que la postura inclusiva se dirige a todo el alumnado y a todas las personas en general.
- La integración se centra en el alumnado con necesidades educativas especiales, para los que se habilitan determinados apoyos, recursos y profesionales, mientras que la inclusión se basa en un modelo sociocomunitario en el que el centro educativo y la comunidad escolar están fuertemente implicados, lo que conduce a la mejora de la calidad educativa en su conjunto y para todo el alumnado. Se trata de una organización inclusiva en sí misma, en la que se considera que todos los miembros están capacitados para atender la diversidad.
- La integración propone adaptaciones curriculares como medidas de superación de las diferencias del alumnado con necesidades especiales; la inclusión propone un currículo inclusivo, común para todo el alumnado, en el que implícitamente se vayan incorporando esas adaptaciones. El currículo no debe entenderse como la posibilidad de que cada alumno aprenda cosas diferentes, sino más bien que las aprenda de diferente manera.
- La integración supone, conceptualmente, la existencia de una anterior separación o segregación. Una parte de la población escolar se encuentra fuera del sistema educacional regular y debe ser integrada en este. En este proceso el sistema permanece más o menos intacto, mientras que quienes deben integrarse tienen la tarea de adaptarse a él. La inclusión supone un sistema único para todos, lo que implica diseñar el currículo, las metodologías empleadas, los sistemas de enseñanza, la infraestructura y las estructuras organizacionales del sistema educacional de tal modo, que se adapten a la diversidad de la totalidad de la población escolar que el sistema atiende.

Es por ello que el cambio realizado de resolución a partir del 1 de diciembre de 2018 en Argentina plantea una "Propuesta Pedagógica de Inclusión" antes denominado "Proyecto Pedagógico Individual". La resolución actual es la n.º 1665/17.

## Desarrollo del concepto de inclusión educativa
El origen de la idea de inclusión se sitúa en el foro internacional de la Unesco que ha marcado pautas en el campo educativo en la Conferencia de Jomtien, celebrada en 1990 en Jomtien (Tailandia), donde se promovió la idea de una educación para todos que ofreciera satisfacción de las necesidades básicas de aprendizaje al tiempo que desarrollara el bienestar individual y social de todas las personas dentro del sistema de educación formal.
En la conferencia internacional de 1994 que concluye con la Declaración de Salamanca, se produce una amplia adscripción a esta idea entre los delegados y se pone énfasis la urgencia de impartir la enseñanza a todos los niños, jóvenes y adultos, con y sin necesidades educativas especiales dentro un mismo sistema común de educación. La resolución de Salamanca generaliza la inclusión como principio central que ha de guiar la política y la práctica de la construcción de una educación para todos.

## Tecnologías de la información y la comunicación

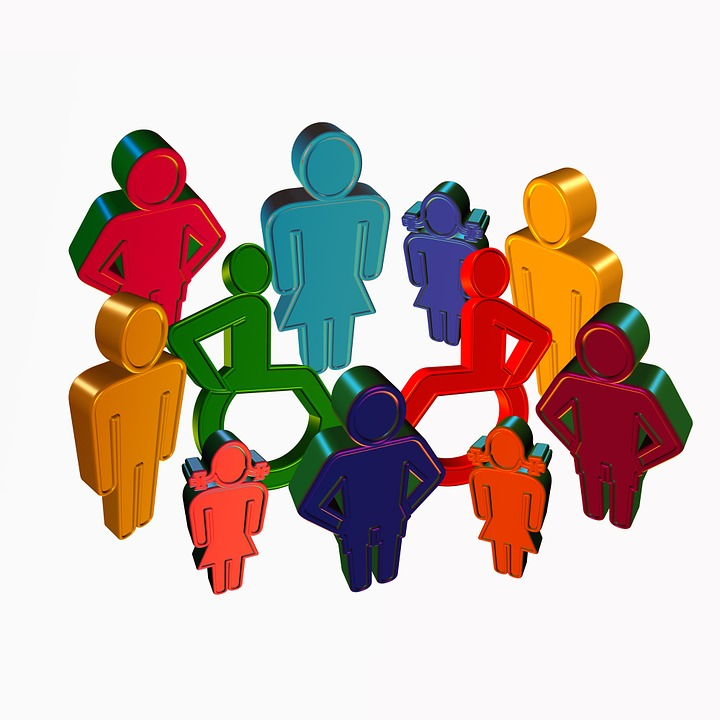
El objetivo de la inclusión abarca el colectivo de todos los alumnos, mientras que el de la integración, tan sólo el de los discapacitados.

Siendo la inclusión un concepto amplio al que le ocupan todos los alumnos, no solamente los que tiene discapacidad, las tecnologías de la información y la comunicación se presentan útiles para sus objetivos. Las TIC son capaces de contribuir a la inclusión con mejores o nuevos aprendizajes, innovaciones pedagógicas, cambios organizacionales, y particularmente, con la creación de oportunidades asincrónicas de formación.

## Discusión
Una crítica frecuente a la pedagogía inclusiva se basa en el temor de que los alumnos mejor dotados quedarían atrásy no serían suficientementemente estimulados por el sistema inclusivo. Sin embargo diversos estudios[¿cuál?] han demostrado estadísticamente que la diversidad no sólo favorece a los más débiles, sino que también los alumnos "mejor dotados" obtienen amplio provecho de ella. Así lo demuestran los estudios realizados en torno al programa de valoración internacional de estudiantes realizado por la OCDE (véase Informe PISA).[cita requerida]
Otra visión crítica sostiene que si se acabara con la selección que hoy opera en la enseñanza básica y media solo se obtendría una mayor proporción de aspirantes a la educación superior o universitaria, momento en el que a más tardar tendría que existir un filtro social que impidiera el masivo e innecesario ingreso a las universidades.[cita requerida]
Se le critica además a la inclusión el no considerar suficientemente la sobrecarga adicional que significaría para los maestros, exigiendo finalmente de ellos un desmedido aumento de sus horas de trabajo dedicadas a planificación e implementación mucho más compleja de este currículum para todos. Su puesta en práctica significaría además una completa revisión de los planes y programas universitarios para la formación de los maestros, con los correspondientes costos financieros y burocráticos que ello implica. 
Los críticos de la inclusión agregan además el aspecto de que existirían grupos de niños con necesidades especiales para quienes el actual sistema de escuelas especiales sería plenamente beneficioso, puesto que la escuela les otorgaría la posibilidad de encuentro entre iguales y ayudaría a la formación de su identidad. Ello sería según esta postura, muy central en el caso de los discapacitados sensoriales (p. ej. trastornos de la visión o de la audición y el lenguaje) y la escuela inclusiva no les ofrecería esta posibilidad. Los partidarios de la inclusión desestiman esta crítica con el argumento de que justamente una identidad propia sana y sin daño para la autoestima solo puede desarrollarse en medio de la diversidad y en un contexto de la igualdad de oportunidades.
De todas formas, la concreción de la inclusión no puede centrarse solamente en el ámbito educativo, ni tampoco exclusivamente enfocarse hacia lo que toca a las personas con necesidades educativas especiales. Sus concepciones son igualmente extensibles a otros sectores de la vida social. Su aplicación como principio rector en instancias locales de toma de decisión (p. ej, los en los gobiernos locales) podría ayudar a impedir la discriminación o la segregación de determinados grupos en desventaja (los jóvenes, las mujeres, las minorías sexuales, las minorías raciales).

## Prácticas comunes
Los estudiantes en un aula inclusiva generalmente se ubican con sus compañeros de edad cronológicos, independientemente de si los estudiantes están  por encima o por debajo del nivel académico típico para su edad. Además, para fomentar el sentido de pertenencia, se hace hincapié en el valor de las amistades. Los maestros a menudo fomentan una relación entre un estudiante con necesidades especiales y un estudiante de la misma edad sin una necesidad educativa especial. Otra práctica común es la asignación de un compañero para que acompañe a un estudiante con necesidades especiales en todo momento (por ejemplo, en la cafetería, en el patio de recreo, en el autobús, etc.). Esto se usa para mostrar a los estudiantes que un grupo diverso de personas conforma una comunidad, que ningún tipo de estudiante es mejor que otro y para eliminar cualquier barrera a una amistad que pueda ocurrir si un estudiante es visto como «indefenso». Estas prácticas reducen la posibilidad de elitismo entre los estudiantes de grados posteriores y fomentan la cooperación entre grupos.
Los maestros utilizan una serie de técnicas para ayudar a construir comunidades en el aula:
- Usar juegos diseñados para construir una comunidad
- Involucrar a los estudiantes en la resolución de problemas
- Compartir canciones y libros que enseñan a la comunidad.
- Tratar abiertamente las diferencias individuales mediante discusión.
- Asignar trabajos en el aula que construyan una comunidad
- Enseñar a los estudiantes a buscar formas de ayudarse unos a otros.
- Utilizar equipo de fisioterapia, como bipedestadores, para que los estudiantes que usualmente usan sillas de ruedas puedan pararse cuando los otros estudiantes están de pie y participar más activamente en las actividades.
- Alentar a los estudiantes a asumir el papel de maestros e impartir instrucción (por ejemplo, leer una parte de un libro a un estudiante con discapacidades graves)
- Centrarse en la fortaleza de un estudiante con necesidades especiales
- Crear listas de verificación para el aula
- Toma descansos cuando sea necesario
- Crea un área para que los niños se calmen
- Organizar el escritorio de los estudiantes en grupos
- Crea un ambiente acogedor y propio
- Establece reglas básicas y apégate a ellas
- Ayudar a establecer metas a corto plazo
- Diseñar un plan de estudios multifacético
- Comunicarse regularmente con los padres y / o cuidadores.
- Busque el apoyo de otros maestros de educación especial.[8]

Las prácticas inclusivas se utilizan comúnmente mediante el uso de los siguientes modelos de enseñanza en equipo:
- Una enseñanza, un apoyo: En este modelo, el maestro de contenido impartirá la lección y el maestro de educación especial ayudará a los estudiantes con las necesidades individuales y hará cumplir la gestión del aula según sea necesario.
- Uno enseña, uno observa: En este modelo, el profesor con más experiencia en el contenido impartirá la lección y el otro profesor flotará u observará. Este modelo se usa comúnmente para la recuperación de datos durante las observaciones del IEP o el Análisis de comportamiento funcional.
- Enseñanza de estación (enseñanza rotacional): En este modelo, la sala se divide en estaciones que los estudiantes visitarán con sus pequeños grupos. Generalmente, el maestro de contenido imparte la lección en su grupo y el maestro de educación especial realiza una revisión o una versión adaptada de la clase con los estudiantes.
- Enseñanza paralela: En este modelo, la mitad de la clase es impartida por el maestro de contenido y la otra mitad es impartida por el maestro de educación especial. A ambos grupos se les enseña la misma lección, solo que en un grupo más pequeño.
- Enseñanza alternativa: En este método, el maestro de contenido enseña la lección a la clase, mientras que el maestro de educación especial realiza una clase alternativa con un pequeño grupo de estudiantes.
- Enseñanza en equipo (contenido / soporte compartido 50/50): Ambos maestros comparten la planificación, la enseñanza y el apoyo por igual. Este es el método tradicional y, a menudo, el modelo de co-enseñanza más exitoso.[9]

## Educación inclusiva
La base de la educación inclusiva es que “Nadie se quede atrás” que ningún alumno se quede rezagado y pueda desarrollar todo su potencial, es uno de los objetivos de Desarrollo Sostenible, para el 2030.
Un sistema educativo de calidad que pone el foco en aquellos alumnos o grupos que pueden resultar marginados o que son vulnerables. Actualmente millones de personas siguen siendo excluidos de la educación por razones como: orientación sexual, religión, nacionalidad, grupo étnico, situación social y económica.
En definitiva en la educación inclusiva, No se utilizan programas especiales para determinados estudiantes, sino en la misma aula, se responde a las necesidades de cada estudiante.
La educación inclusiva también tiene una serie de retos y obstáculos a superar.
Dentro de la pedagogía la inclusión hace referencia al modo en que la escuela debe de dar respuesta a la diversidad, se debe modificar el sistema escolar para que responda a las necesidades de todos los alumnos, quienes deben adaptarse al sistema ya que se debe tener la opción consciente y deliberada, por la heterogeneidad en la escuela que asigna valor a la diversidad, en lugar de considerarla un problema, constituye uno de los pilares centrales del enfoque inclusivo.
La educación inclusiva se presenta como un derecho a todas las personas y no sólo de aquello, calificados como con necesidades educativas derivados de una discapacidad.
Es que a lo que se quiere llegar en el proceso de inclusión, es que se debe minimizar las barreras para que todos, participen sin importar sus características: físicas, sociales mentales etc.
En México a 25 años de la Declaración de Salamanca, muchas han sido las transformaciones realizadas, pero también variados los retos y cuestionamientos, sobre  todo por la complejidad que representa el ideal social, que sustenta y defiende dicho documento político, visión que busca construir una sociedad democrática, en donde los derechos Humanos de todos sean Respetados sin importar la diversidad humana.